# Березлођи (Јаши)
Березлођи (рум. Berezlogi) насеље је у Румунији у округу Јаши у општини Сирецел. Oпштина се налази на надморској висини од 512 m.

## Становништво
Према подацима из 2002. године у насељу је живело 275 становника, од којих су сви румунске националности.